# Bernhard Hammer
Bernhard Hammer (3 marzo 1822 – 6 aprile 1907) è stato un politico svizzero attinente di Olten.

## Carriera politica
È stato eletto consigliere federale per il Partito Liberale Radicale il 10 dicembre 1875 e si è dimesso il 31 dicembre 1890. Dal 27 novembre 1888 fino al termine dell'anno, ha sostituito Wilhelm Hertenstein alla presidenza della confederazione in quanto Hertenstein è deceduto prima del termine del suo mandato e Hammer era in quel momento il vicepresidente, ha poi continuato la sua presidenza in quanto eletto per l'anno 1889.